# غنوة محمود
غنوة محمود (8 ديسمبر 1989)، ممثلة لبنانية دخلت عالم التمثيل بالصدفة.
بدأت مسيرتها في عام 2010م عندما قامت ببطولة بعض الفيديو كليبات، ثم حصلت على فرصة في دور صغير بمسلسل maître nada. درست العلاقات العامة، ثم قررت أن تغيّر ما درسته وذهبت إلى الإخراج. ظهرت في دور ثانوي في مسلسل لولا الحب في 2011l ثم دور أساسي لكن ليس بطولة في مسلسل «عندما يبكي التراب» في 2012 إلى دور امراة متزوّجة تخون زوجها في مسلسل المراهقون عام 2013 ودور أساسي في مسلسل «صبايا» السوري في 2013 لتصل إلى البطولة في مسلسل «ولاد البلد» ونالت جائزة عن أفضل ممثلة صاعدة من لبنان، وهي التي أثبتت نفسها بأدائها في شخصيات متعددة وخصوصا الأدوار المصرية. من أعمالها: «عندما يبكي التراب»، «مراهقون»، «صبايا»، «ولاد البلد» و«علاقات خاصة».

## في التلفزيون
- سكن البنات:2020
- تماسيح النيل (2014)
- شارع عبد العزيز ج2 (2014) بدور «نورهان سيدة أعمال»
- علاقات خاصة (مسلسل) (2015] بدور «ناديا»
- حصاد الزمن (2015)
- المغني (مسلسل) (2016)
- شطرنج ج3 (2016) بدور «سلمى»
- خاتون ج2 (مسلسل) (2017) بدور «داليدا»
- كاراميل (2017)
- الدولي (2018) بدور «صابرين»
- البيت الكبير (2018)
- لعنة كارما (2018)